# Башинська Надія
Наді́я Баши́нська (* 2003) — українсько-канадська танцюристка на льоду. Виступає на міжнародних змаганнях за Канаду.

## Життєпис
Народилася 2003 року в місті Київ. З батьками виїхала до Канади. Зі своїм партнером по катанню Пітером Бомонтом є бронзовою призеркою Чемпіонату світу серед юніорів 2022 року, дворазовою бронзовою призеркою юніорського Гран-прі ISU і дворазовою срібною призеркою Канади (зокрема Чемпіонат Канади з фігурного катання-2018).